# Anna Murphy

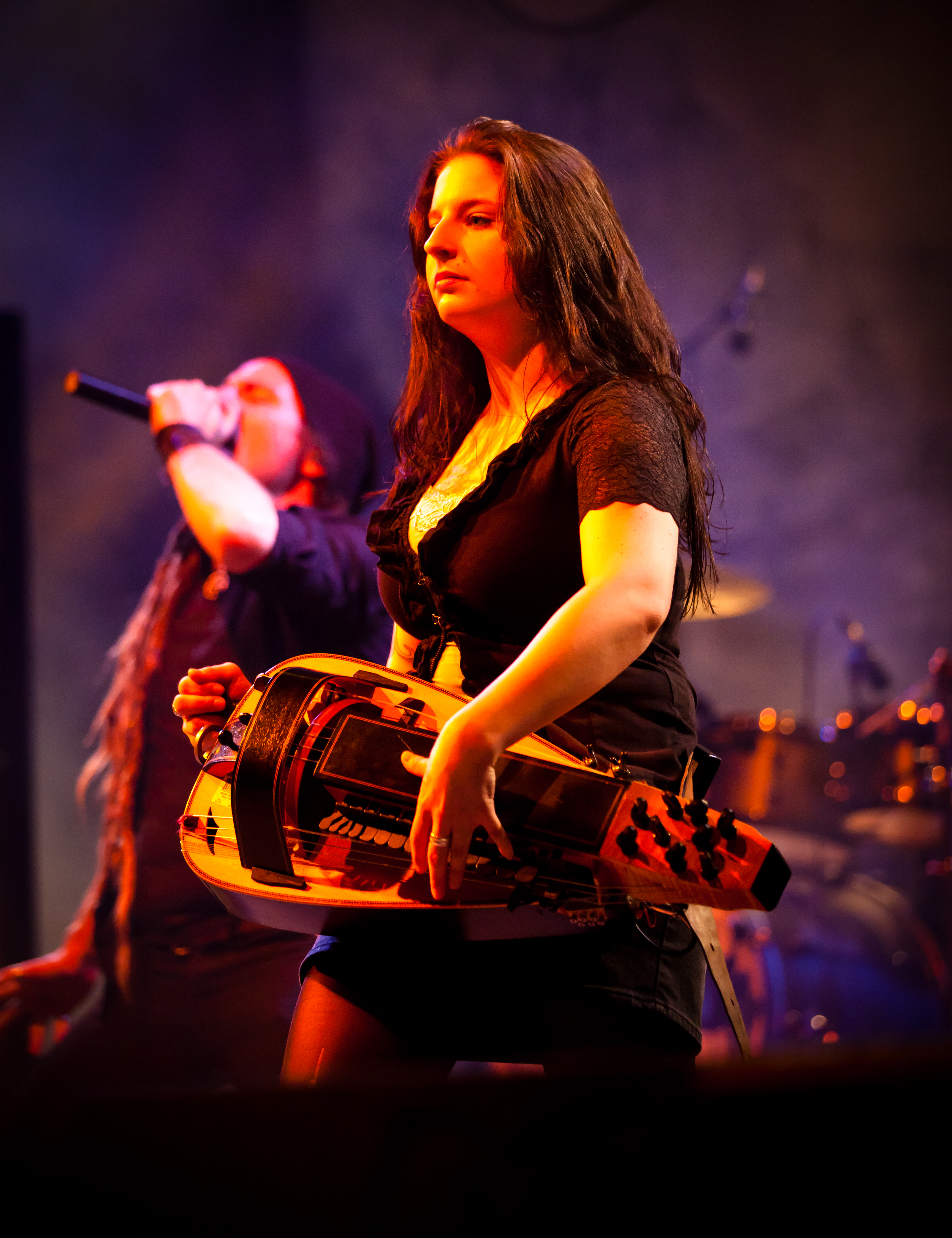
Anna Murphy (2011)

Anna Murphy (* 10. August 1989 in der Schweiz) ist eine Schweizer Musikerin und Tontechnikerin, die vor allem durch ihr Mitwirken als Drehleier-Spielerin und Sängerin in der Folk-Metal-Band Eluveitie bekannt wurde.

## Leben
Anna Murphy (voller Name: Anna Maria Murphy) wurde am 10. August 1989 als Tochter des aus Dublin stammenden Iren Andrew Murphy und der Sopranistin Christiane Boesiger in der Schweiz geboren. Da sowohl ihr Vater als auch ihre Mutter beide als professionelle Opernsänger in der Schweiz arbeiten, kam Anna Murphy bereits in früher Kindheit in Kontakt mit Musik.
Im Alter von 16 Jahren stieg Anna Murphy 2005 oder 2006 bei der Schweizer Folk-Metal-Band Eluveitie als Drehleier-Spielerin ein. Die Band war zu dieser Zeit auf der Suche nach einem Drehleierspieler. Aufmerksam gemacht durch einen Freund meldete sich daraufhin Murphy bei der Band und wurde schließlich aufgenommen. Das Instrument hatte sie erst wenige Monate davor, beeindruckt durch die Musik der deutschen Band Faun, zu spielen begonnen. Nach einigen Unterrichtsstunden an einer Musikakademie brachte sie sich das Instrument, maßgeblich durch das Einstudieren der Eluveitie-Lieder, mit einem geliehenen Instrument im Selbststudium bei. Neben der Drehleier spielt sie gelegentlich auch Querflöte und singt in zahlreichen Liedern.
Im Frühjahr 2010 gründete Anna Murphy zusammen mit Meri Tadic (Eluveitie) das Ambient-Projekt godnr.universe!. Ende des Jahres war Murphy zudem der Folk-Gruppe Fräkmündt (benannt nach dem alten Namen des Pilatus) beigetreten, die 2011 zum nationalen Entscheid über den Repräsentanten der Schweiz beim Eurovision Song Contest angetreten sind. Letztlich konnte sich deren Lied D'Draachejongfer aber nicht gegen Anna Rossinellis Lied In Love for a While durchsetzen. Seit dem Frühjahr 2011 arbeitet Anna Murphy als Toningenieurin in den Obernauer Soundfarm Studios bei Luzern. Im Oktober desselben Jahres stieg sie auch als festes Mitglied bei der Band Nucleus Torn ein.
Anfang Mai 2016 wurde bekannt, dass nach bandinternen Streitigkeiten um Schlagzeuger Merlin Sutter, auch Anna Murphy bei Eluveitie ausstieg. 2016 gründete sie mit ihren ehemaligen Eluveitie-Band-Mitgliedern Merlin Sutter und Ivo Henzi, die Folk-Metal-Band Cellar Darling, welche im Juni 2017 ihr Debütalbum This Is The Sound veröffentlicht haben.

## Privates
Als Lieblingsmusiker gab Murphy gegenüber dem deutschen Metal Hammer den schwedischen Musiker Joakim Berg an. Als ihre Lieblingsalben führte sie Hellfire’s Dominion von Desaster und Isola von Kent an.

## Diskografie
| - 2008: Live @ Metalcamp 2008 - 2012: Live on Tour - 2014: Live at Feuertanz 2013 - 2009: Slania / Evocation I – The Arcane Metal Hammer Edition - 2012: The Early Years | - 2010: godnr.universe! - 2010: Ufwärts e d'Föuse... - 2011: Heiwehland - 2014: Landlieder & Frömdländler - 2011: Golden Age - 2013: Cellar Darling - 2010: Holy Grail: Crisis In Utopia - 2010: Swashbuckle: Crime Always Pays - 2011: Varg: Wolfskult - 2011: Status Minor: Ouroboros - 2012: Blutmond: Revolution Is Dead - 2014: Haïrdrÿer: Off To Haïradise - 2015: Jimmy Flitz: Ärdelied - 2016: Varg: Totentanz - 2017: Krayenzeit: Am Leben - 2021: Paydretz: Chroniques de l'insurrection |